# Арли Динас
Арли Динас (16. мај 1974) бивши је колумбијски фудбалер.
За Боку јуниорс је одиграо две утакмице у такмичењу Копа либертадорес, док у првенству није наступао.

## Репрезентација
Дебитовао је 1995. године за репрезентацију Колумбије. За национални тим одиграо је 29 утакмица.

## Статистика
| Колумбија | Колумбија | Колумбија |
| Год.      | Ута.      | Гол.      |
| --------- | --------- | --------- |
| 1995      | 2         | 0         |
| 1996      | 0         | 0         |
| 1997      | 0         | 0         |
| 1998      | 0         | 0         |
| 1999      | 1         | 0         |
| 2000      | 13        | 0         |
| 2001      | 5         | 0         |
| 2002      | 3         | 0         |
| 2003      | 0         | 0         |
| 2004      | 5         | 0         |
| Укупно    | 29        | 0         |